# ONC RPC
Open Network Computing (ONC) Remote Procedure Call (RPC), beter bekend als Sun RPC, is een remote procedure call-systeem. ONC werd oorspronkelijk ontwikkeld door Sun Microsystems in de jaren 80 als onderdeel van hun Network File System-project.
ONC serialiseert gegevens met behulp van External Data Representation (XDR) en maakt vervolgens gebruik van de TCP- en UDP-protocollen om de gegevens af te leveren. Toegang tot RPC-services op een machine verloopt via een portmapper die luistert naar query's op poort 111 via UDP en TCP.
ONC RPC versie 2 werd voor het eerst beschreven in RFC 1050, gepubliceerd in april 1988. In juni 1988 werd het bijgewerkt door RFC 1057 en in augustus 1995 werd het opnieuw bijgewerkt door RFC 1831. De huidige versie is RFC 5531, gepubliceerd in mei 2009. Al deze documenten beschrijven alleen versie 2, er bestaan geen RFC-documenten voor versie 1. De authenticatiemechanismen die gebruikt worden door ONC RPC worden beschreven in RFC 2695, RFC 2203 en RFC 2623.

## Implementaties
De meeste Unix en Unix-achtige systemen bevatten een implementatie van ONC RPC. Er bestaat ook een implementatie voor OpenVMS. Microsoft leverde een implementatie voor Windows in hun Windows Services for UNIX-product. Daarnaast zijn er andere implementaties van ONC RPC voor Windows, waaronder versies voor C/C++, Java en Microsoft .NET.
ONC RPC wordt onder andere gebruikt door NFS en NIS, beide ontwikkeld door Sun voor het Solaris-besturingssysteem. In hun meest recente versies wordt ONC+ gebruikt.
De Free Software Foundation biedt een GNU-implementatie van dit protocol aan, genaamd GNU Guile-RPC, als onderdeel van de ontwikkeling van de GNU Guile-programmeertaal.